# 2 janvier
Pour les articles homonymes, voir Deux-Janvier.
2 décembre 2 février
Chronologies thématiques
- Croisades
- Ferroviaires
- Sports
- Disney
- Anarchisme
- Catholicisme

Abréviations / Voir aussi
- (° 1852) = né en 1852
- († 1885) = mort en 1885
- a.s. = calendrier julien
- n.s. = calendrier grégorien
- Calendrier
- Calendrier perpétuel
- Liste de calendriers
- Naissances du jour

Le 2 janvier est le 2e jour de l'année du calendrier grégorien.
Il reste généralement 363 jours avant la fin de l'année, 364 dans le cas où elle est bissextile.
C'était généralement le 13e jour du mois de nivôse dans le calendrier républicain français, officiellement dénommé jour de l'ardoise.

## Événements

### Iersiècle
- 69 : Vitellius est proclamé empereur des armées de Germanie inférieure et supérieure par ses légions.

### IVesiècle
- 366 : les Alamans franchissent de nouveau le Rhin afin d'envahir l'Empire romain.

### VIesiècle
- 533 : Mercurius devient pape sous le nom de Jean II. Il est le premier pape à prendre un nouveau nom lors de son avènement.

### XVesiècle
- 1492 : en Espagne, prise de Grenade, mettant fin à la guerre de Grenade, commencées en 1482 et à la présence musulmane dans la péninsule.

### XVIIIesiècle
- 1777 : bataille d'Assunpink Creek lors de la guerre d'indépendance des États-Unis.
- 1785 : prise de Mrauk-U par Bodawpaya.
- 1788 : la Géorgie ratifie la constitution des États-Unis.

### XIXesiècle
- 1812 : bataille de Zitácuaro (guerre d'indépendance du Mexique).
- 1863 : fin de la bataille de la Stones River (guerre de Sécession).

### XXesiècle
- 1905 : capitulation de Port-Arthur (guerre russo-japonaise).
- 1942 : 
  - occupation japonaise de Manille (guerre du Pacifique).
  - Jean Moulin est parachuté en France, comme représentant du général de Gaulle auprès des mouvements de résistance de la zone sud.
- 1998 : massacre de Ramka (guerre civile algérienne).

### XXIesiècle
- 2002 : Eduardo Duhalde devient président par intérim de l'Argentine.
- 2022 : 
  - Début des manifestations de 2022 au Kazakhstan.
  - le premier ministre du Soudan Abdallah Hamdok, opposé à la junte issue du coup d'État du 25 octobre, remet sa démission[1].

## Art, culture et religion
- 1941 : apparition du meilleur ami de Tintin, le capitaine Haddock, dans un épisode du Crabe aux pinces d'or.
- 1958 : la cantatrice Maria Callas chante "Norma" à l'opéra de Rome en présence du président de la République Italienne et d'autres personnalités de prestige. La diva s'éclipse à la fin du premier acte du spectacle en provoquant ainsi un scandale parmi public et presse, cette dernière révélant qu'elle se serait trouvée aphone après une fête arrosée la veille[2].
- 1964 : voyage du pape Paul VI en Terre sainte.
- 1990 : Marlene Dietrich reçoit la Légion d'honneur.
- 1991 : diffusion en France du premier épisode de la série télévisée américaine à succès mondial « Alerte à Malibu » mettant en scène d'avenants maîtres-nageurs sauveteurs et leurs protégées dont Pamela Anderson, Alexandra Paul, Jasmin Blitz, Carmen Electra, David Hasselhoff, David Charvet[3].

## Sciences et techniques
- 1860 : devant l'Académie des Sciences, Urbain Le Verrier annonce la découverte d'une nouvelle planète, Vulcain, par l'astronome amateur Edmond Modeste Lescarbault.
- 1959 : lancement du satellite Luna 1, premier objet lancé par l'homme échappant à l'attraction terrestre.
- 2025 : au Royaume-Uni, des paléontologues de l'université d'Oxford annoncent la découverte du plus grand site d'empreintes de dinosaures du pays[4].

## Économie et société
- 1818 : création de l’Institution of Civil Engineers.
- 1909 : première édition de l'elfstedentocht.
- 1935 : ouverture du procès de Bruno Hauptmann, pour l'enlèvement du bébé de l'aviateur Charles Lindbergh.
- 1971 : soixante-six personnes meurent étouffées et piétinées dans un stade, à Glasgow en Écosse.
- 1974 : le président Richard Nixon approuve l'adoption d'une loi, la National Maximum Speed Law (en), fixant à 55 mph (~89 kilomètres à l'heure) la vitesse maximum autorisée sur les routes américaines, afin d'économiser l'essence[5].
- 1988 : le président américain Ronald Reagan et le Premier ministre canadien Brian Mulroney signent l'accord de libre-échange liant les États-Unis et le Canada, levant les restrictions tarifaires entre les deux pays, avec des échanges annuels de 150 milliards de dollars. Le projet d'entente sera au centre de l'âpre lutte que se livreront les partis politiques fédéraux canadiens, lors de la campagne électorale de novembre.
- 1992 : libération des prix dans toute la CEI.
- 1996 :
  - le géant américain de la téléphonie AT&T annonce la suppression de quelque 40 000 emplois, soit plus de 10 % du nombre total de ses employés, dans le cadre d'un plan de restructuration (environ 70 % des emplois supprimés le seront dans l'année).
  - en France, un rapport de la Cour des comptes révèle que l'Association pour la recherche sur le cancer a versé à peine un tiers des fonds collectés en 1993 à la recherche.
- 1997 : naufrage du pétrolier russe Nakhodka en mer du Japon, avec 4 420 tonnes de pétrole déversées.
- 2001 :
  - avec six mois d'avance sur ses partenaires européens, la France engage le dépistage systématique de l'encéphalopathie spongiforme bovine (ESB), sur l'ensemble des bovins de plus de trente mois entrant à l'abattoir et destinés à la consommation.
  - en France, la chambre de l'instruction de la Cour d'appel de Paris ordonne la remise en liberté sous contrôle judiciaire de Jean-Christophe Mitterrand, fils de l'ancien président de la République François Mitterrand, mis en examen et écroué depuis le 22 décembre précédent dans une affaire portant sur un trafic d'armes vers l'Afrique. Il devra verser une caution.
- 2002 :
  - Zacarias Moussaoui, premier inculpé dans l'enquête sur les attentats du 11 septembre 2001, plaide non coupable des charges retenues contre lui.
  - douze personnes âgées trouvent la mort, dans l'incendie d'une maison de retraite de Saint-Bonnet-de-Mure (Rhône-Alpes, France).
- 2003 :
  - une aile du château de Lunéville, le « petit Versailles lorrain » (Meurthe-et-Moselle), est ravagée par un incendie dû à un court-circuit.
  - des vents soufflant en tempête, et de fortes pluies, s'abattent sur une partie de l'Europe, provoquant destructions, inondations et coupures de courant.
- 2005 : en Asie du Sud-Est, près de deux milliards de dollars, un record, ont déjà été débloqués, afin d'aider les victimes du tsunami du Golfe du Bengale, une semaine après la catastrophe.
- 2007 :
  - un photographe de l'Agence France-Presse, Jaime Razuri, est enlevé par des inconnus à Gaza, en Palestine.
  - Accident du Vol Garuda Indonesia 200 en Indonésie (102 morts, aucun survivant).
- 2017 : un attentat meurtrier survient à Bagdad, Irak.
- 2021 : 
  - le Kazakhstan abolit la peine de mort pour tous les crimes[6].
  - au Niger, les massacres de Tchoma Bangou et Zaroumadareye font environ 100 morts[7].
- 2022 : en Afrique du Sud, au Cap, un incendie entraîne d'importants dégâts au Parlement[8].
- 2023 : au Japon, à l'aéroport de Tokyo-Haneda, le vol Japan Airlines 516 percute un avion de secours, l'accident fait cinq morts et plusieurs blessés[9].

## Naissances

### XVIIIesiècle
- 1727 : James Wolfe, militaire britannique († 13 septembre 1759).
- 1742 : Jean-Baptiste Treilhard, juriste et homme politique français († 5 décembre 1810).
- 1783 : Christoffer Wilhelm Eckersberg, peintre danois († 22 juillet 1853).

### XIXesiècle
- 1817 : François Chabas, égyptologue français († 17 mai 1882).
- 1822 : Rudolf Clausius, physicien allemand († 24 août 1888).
- 1837 : Mili Balakirev (Ми́лий Алексе́евич Бала́кирев), compositeur russe, fondateur du Groupe des Cinq († 29 mai 1910).
- 1839 : Gustave Trouvé, ingénieur électricien et inventeur français († 27 juillet 1902).
- 1843 : Luigi Capello, peintre italien actif au Québec († 16 février 1902)[10].
- 1867 : Kálmán Kertész, entomologiste hongrois, spécialiste des diptères († 28 décembre 1922).
- 1873 :
  - Thérèse de Lisieux, religieuse française, saint de l'Église catholique († 30 septembre 1897)[11].
  - Anton Pannekoek, astronome et militant communiste néerlandais († 28 avril 1960).
- 1880 :
  - Louis Charles Breguet, entrepreneur français († 4 mai 1955)[11].
  - Machaquito (Rafael González Madrid dit), matador espagnol († 1er novembre 1955).
- 1882 : 
  - Fernand Canelle, footballeur français († 12 septembre 1951).
  - Benjamin Jones, coureur cycliste britannique double champion olympique († 20 août 1963).
- 1884 : Jacques Chardonne (Jacques Boutelleau dit), écrivain français († 29 mai 1968)[11].
- 1885 : Marcel André, acteur français († 13 octobre 1974).
- 1886 :
  - Apsley Cherry-Garrard, explorateur polaire britannique († 18 mai 1959).
  - Albert Féquant, aviateur français († 6 septembre 1915).
  - Jean Lacassagne, médecin français († janvier 1960).
  - Florence Lawrence, actrice canadienne († 28 décembre 1938).
  - Elise Ottesen-Jensen, journaliste suédoise († 4 septembre 1973).
  - Mabel Philipson, actrice et femme politique britannique († 9 janvier 1951).
  - Lupu Pick, acteur, réalisateur, scénariste et producteur allemand († 7 mars 1931).
  - Carl-Heinrich von Stülpnagel, général allemand († 30 août 1944).
  - Lazar Zalkind, problémiste russe puis soviétique († 25 juin 1945).
- 1888 : Amanda Alarie, chanteuse lyrique, artiste de vaudeville et actrice québécoise († 9 décembre 1965).
- 1891 : Didier Daurat, aviateur français († 2 décembre 1969).
- 1895 : Folke Bernadotte, diplomate suédois († 17 septembre 1948).
- 1896 : Dziga Vertov (Дави́д А́белевич Ка́уфман), cinéaste soviétique († 12 février 1954).
- 1897 : Gaston Monnerville, homme d'État français, président du Sénat († 7 novembre 1991)[11].
- 1898 : Gerard Pieter Adolfs, peintre et architecte néerlandais des Indes orientales († 1er février 1968).

### XXesiècle
- 1903 : Kane Tanaka, supercentenaire japonaise doyenne de l'humanité depuis le 1er mai 2021 ou dès le 22 juillet 2018 († 19 avril 2022).
- 1905 :
  - Louis Dorlet, militant anarchiste et pacifiste français († 18 mai 1989).
  - Michael Tippett, compositeur britannique († 9 janvier 1998).
  - Luigi Zampa, réalisateur et scénariste italien († 16 août 1991).
- 1909 : Barry Goldwater, homme politique américain († 29 mai 1998).
- 1912 : 
  - Pierre Le Goffic, combattant des Forces françaises libres, compagnon de la Libération († 22 août 1944).
  - Henri Vincenot, écrivain français († 21 novembre 1985)[11].
- 1913 :
  - Luc Decaunes, écrivain français († 13 mars 2001).
  - Anna Lee, actrice américaine († 14 mai 2004).
- 1915 : Nick Fatool, musicien américain († 26 septembre 2000).
- 1920 :
  - Isaac Asimov, écrivain américain d’origine russe († 6 avril 1992).
  - Anna Langfus, résistante et femme de lettres française († 12 mai 1966).
- 1921 : Glen Harmon, hockeyeur sur glace canadien († 9 mars 2007).
- 1922 : Maurice Faure, homme politique français ( † 6 mars 2014).
- 1923 : Pierre Schwed, résistant français († 10 août 2006).
- 1925 : 
  - Francesco Colasuonno, prélat italien († 31 mai 2003).
  - Larry Harmon, acteur (l'un des interprètes de Bozo le clown), producteur, scénariste et réalisateur américain († 3 juillet 2008).
- 1928 : Daisaku Ikeda (池田 大作), intellectuel, philosophe et personnage religieux japonais († 15 novembre 2023).
- 1930 :
  - Donat Chiasson, évêque catholique québécois († 8 octobre 2003).
  - Julius La Rosa (en), chanteur américain († 12 mai 2016).
- 1931 : Angelo Scalzone, tireur sportif italien champion olympique († 29 avril 1987).
- 1932 : Albert « Bobby » Hachey, chanteur de musique country québécois († 18 octobre 2006).
- 1935 : Jocelyn Delecour, athlète français.
- 1936 : Roger Miller, chanteur américain († 25 octobre 1992).
- 1938 : David Bailey, photographe britannique.
- 1940 :
  - James Orsen « Jim » Bakker (en), télévangéliste américain.
  - Serge Lagauche, homme politique français.
- 1941 : 
  - Gianfranco Terenzi, homme d’État saint-marinais († 20 mai 2020).
  - Petro Korol, haltérophile ukrainien champion olympique († 2 juillet 2015).
- 1942 : 
  - Serge Aubry, hockeyeur professionnel canadien († 30 octobre 2011).
  - Thomas Hammarberg, diplomate et défenseur des droits de l'homme suédois.
  - Hugues Martin, homme politique français.
- 1944 :
  - Alain Dufaut, homme politique français.
  - George Hungerford, rameur canadien champion olympique.
  - Nicolas Silberg (Gérard Fruneau dit), acteur français.
- 1945 : 
  - Jean-Bernard Hebey, animateur de télévision et de radio français.
  - Cathy Rosier, actrice française († 17 mai 2004).
  - Maren Sell, romancière et éditrice franco-allemande.
- 1946 :
  - Alain Marleix, homme politique français.
  - Jean-Bernard Pouy, écrivain français.
- 1947 :
  - Aleksandr Iakouchev (Александр Сергеевич Якушев), joueur de hockey sur glace russe.
  - Eva Köhler, première dame d'Allemagne, de 2004 à 2010.
  - Rustam Kazakov, lutteur soviétique d'origine tatare, champion olympique.
  - Lanny Bassham, tireur sportif américain champion olympique.
- 1948 : Jack « Jacky » Duguépéroux, footballeur et entraîneur français.
- 1949 : Patrick Schulmann, réalisateur français († 19 mars 2002).
- 1950 : Mathieu Bisséni, basketteur français.
- 1951 : William « Bill » Madlock, joueur de baseball américain.
- 1952 : 
  - Robert Brian « Robbie » Ftorek, joueur et entraîneur américain de hockey sur glace.
  - Elvira Saadi, gymnaste tatare soviétique double championne olympique.
- 1953 : Nailya Gilyazova, escrimeuse soviétique championne olympique.
- 1954 :
  - Antón Lamazares, peintre espagnol.
  - Nathalie Petrowski, critique, journaliste, écrivaine et scénariste québécoise d'origine française.
- 1955 : Vivien Savage, chanteur et musicien français.
- 1957 :
  - Cameron Hall, basketteur canadien.
  - Joanna Pacula, actrice polonaise.
- 1958 : Igor Sokolov, tireur sportif soviétique champion olympique.
- 1959 : Bernard Thibault, syndicaliste français.
- 1960 : 
  - Naoki Urasawa (浦沢 直樹), mangaka japonais.
  - Shinji Hosokawa, judoka japonais champion olympique.
- 1961 : 
  - Hitoshi Saitō, judoka japonais double champion olympique († 20 janvier 2015).
  - Mokhzani Mahathir, fils de l'ancien Premier ministre malaisien Mahathir Mohamad et de son épouse Siti Hasmah Mohamad Ali.
- 1963 :
  - David Cone, joueur de baseball américain.
  - Xesús Constela, écrivain espagnol.
  - Edgar Martinez, joueur de baseball américain.
- 1964 : Pernell Whitaker, boxeur américain champion olympique († 14 juillet 2019).
- 1965 : Daphné Barak-Erez, plus jeune juge de la Cour Suprême d'Israël.
- 1967 :
  - Basile Boli, footballeur français[11].
  - Tia Carrere, actrice américaine.
  - Shelly Glover, femme politique canadienne.
  - Francois Pienaar, joueur de rugby sud-africain.
- 1968 : 
  - Cuba Gooding Jr., acteur américain.
  - Anky van Grunsven, cavalière néerlandaise spécialiste du dressage, multiple médaillée olympique.
- 1969 :
  - Robby Gordon, pilote automobile américain.
  - Patrick Huard, humoriste, acteur, réalisateur et producteur québécois.
  - Tommy Morrison, boxeur américain († 1er septembre 2013).
  - Christy Turlington, mannequin américaine.
- 1970 : Andreas Wecker, gymnaste allemand champion olympique.
- 1971 : Pascal Amoyel, pianiste et compositeur français.
- 1973 : Christopher « Chris » Woodruff, joueur de tennis américain.
- 1974 : Tomáš Řepka, footballeur tchèque.
- 1975 : Douglas Robb, chanteur américain du groupe Hoobastank.
- 1975 : Dax Shepard, acteur américain.
- 1976 :
  - Danilo Di Luca, cycliste italien.
  - Mahée Paiement, actrice québécoise.
  - Paz Vega (Paz Campos Trigo dite), actrice espagnole.
- 1977 :
  - Christophe Beaugrand, animateur de télévision et journaliste français.
  - Stefan Koubek, joueur de tennis autrichien.
  - Benjamin Nivet, footballeur français.
- 1980 : Jérôme Pineau, cycliste français.
- 1981 :
  - Kirk Hinrich, basketteur américain.
  - Maximiliano Rubén « Maxi » Rodríguez, footballeur argentin.
- 1983 : Kate Bosworth, actrice américaine.
- 1985 : Ismaël Bangoura, footballeur guinéen.
- 1987 :
  - Daniel Stuart « Danny » Care, joueur de rugby anglais.
  - Shelley Hennig, actrice et mannequin américaine.
  - Loïc Rémy, footballeur français.
- 1988 : Jonny Evans, footballeur nord-irlandais.
- 1989 : Olivia Bertrand skieuse alpine française.

## Décès

### XIIesiècle
- 1169 : Bertrand de Blanquefort, 6e grand-maître de l'ordre du Temple (° vers 1109).

### XIVesiècle
- 1377 : Casimir IV de Poméranie, duc de Słupsk de 1374 à 1377 (° 1351).

### XVesiècle
- Firuzabadi, lexicographe arabe, auteur d’un dictionnaire d’arabe (° 1329).

### XVIesiècle
- 1557 : Pontormo (Jacopo Carucci dit), peintre florentin (° 24 mai 1494).

### XVIIIesiècle
- 1726 : Domenico Zipoli, compositeur et religieux toscan (° 17 octobre 1688).

### XIXesiècle
- 1801 : Johann Kaspar Lavater, théologien suisse (° 15 novembre 1741).
- 1817 : Louis de Bourzès, homme politique français (° 1742).
- 1829 : Melchiorre Gioia, économiste, journaliste et politique italien (° 20 septembre 1767).
- 1880 : Bronisław Zaleski, écrivain, peintre et journaliste polonais (° 1819 ou 1820).
- 1885 : 
  - Frédéric Baudry, philologue et bibliothécaire français (° 25 juillet 1818).
  - Arnold Mortier, librettiste français (° 10 janvier 1843).
- 1886 : Alexandrine Martin, artiste peintre et pastelliste française (° 30 août 1816).
- 1892 : George Biddell Airy, astronome britannique (° 27 juillet 1801).
- 1893 : John Obadiah Westwood, entomologiste britannique (° 22 décembre 1805).

### XXesiècle
- 1904 : 
  - Mathilde Bonaparte, princesse française (° 27 mai 1820).
  - James Longstreet, général confédéré américain (° 8 janvier 1821).
  - Jacques Orteig, alpiniste français  (° 9 février 1834).
- 1913 : Léon Teisserenc de Bort, météorologue français (° 5 novembre 1855).
- 1917 : Edward Tylor, anthropologue britannique (° 2 octobre 1832).
- 1920 : Paul Adam, écrivain français (° 6 décembre 1862).
- 1950 : Emil Jannings, acteur allemand (° 23 juillet 1884).
- 1956 : Eugen Papst, compositeur allemand (° 24 décembre 1886).
- 1960 : 
  - Fausto Coppi, cycliste italien (° 15 septembre 1919).
  - Paul Sauvé, homme politique québécois, Premier ministre du Québec de 1959 à 1960 (° 24 mars 1907).
- 1963 : 
  - John Elmer « Jack » Carson, acteur canadien (° 27 octobre 1910).
  - Richard Ewing « Dick » Powell, acteur américain (° 14 novembre 1904).
- 1973 : Charles De Visscher, juriste belge (° 2 août 1884).
- 1974 : Woodward Maurice « Tex » Ritter, chanteur et acteur américain (° 12 janvier 1905).
- 1975 : Amanda Labarca, pédagogue et féministe chilienne (° 5 décembre 1886).
- 1977 : Erroll Garner, musicien américain (° 15 juin 1921).
- 1980 : Larry Williams, chanteur, pianiste et compositeur américain (° 10 mai 1935).
- 1981 : Rose Rey-Duzil, comédienne canadienne (° 28 décembre 1895).
- 1985 : Jacques de Lacretelle, écrivain et académicien français (° 14 juillet 1888).
- 1986 : William Louis « Bill » Veeck, Jr., dirigeant de baseball américain (° 9 février 1914).
- 1987 : Jean de Gribaldy, cycliste et directeur sportif français (° 18 juillet 1922).
- 1989 : Edward « Eddie » Heywood, Jr., pianiste, compositeur et chef d’orchestre américain (° 4 décembre 1915).
- 1990 : Alan Hale Jr., acteur américain (° 8 mars 1921).
- 1992 : Ginette Leclerc (Geneviève Lucie Menut dite), actrice française (° 9 février 1912).
- 1994 : Lys Gauty (Alice Gauthier dite), chanteuse française (° 14 février 1900).
- 1995 : 
  - Siad Barre (محمد سياد بري), militaire et homme politique président de la République démocratique somalie (° vers 1920).
  - Nancy Kelly, actrice américaine (° 25 mars 1921).
- 1999 : Rolf Liebermann, compositeur, chef d'orchestre, metteur en scène et producteur suisse (° 14 septembre 1910).
- 2000 :
  - Nat Adderley, compositeur américain (° 25 novembre 1931).
  - María de las Mercedes de Borbón y Orleans, comtesse de Barcelone, mère du roi Juan Carlos Ier (° 23 décembre 1910).
  - Patrick O'Brian (Richard Patrick Russ dit), écrivain britannique (° 12 décembre 1914).
  - Henri-René « Jimmy » Guieu, écrivain de science-fiction, essayiste ufologue et homme de radio français (° 19 mars 1926).
  - Jean-Paul Nolet, animateur de radio et de télévision canadien (° 24 août 1924).

### XXIesiècle
- 2001 : William P. Rogers, homme politique américain (° 23 juin 1913).
- 2004 :
  - Francis Bayer, compositeur français (° 11 juillet 1938).
  - Lynn Cartwright, actrice américaine (° 27 février 1927).
  - John Grandy, homme politique britannique (° 8 février 1913).
  - Lucien Hérouard, footballeur français (° 30 juillet 1921).
  - Paul Hopkins, joueur de baseball américain (° 25 septembre 1904).
  - Maria Clara Lobregat, femme politique philippine (° 26 avril 1921).
  - André Persiani, musicien français (° 19 novembre 1927).
- 2005 :
  - Bernard Béreau, footballeur français (° 4 octobre 1940).
  - Arnold Denker, joueur d'échecs américain (° 20 février 1914).
  - Frank Kelly Freas, illustrateur de science-fiction américain (° 27 août 1922).
  - Maclyn McCarty, généticien américain (° 9 juin 1911).
  - Claude Meillassoux, anthropologue français (° 26 décembre 1925).
  - Edo Murtić, peintre croate (° 4 mai 1921).
  - Charles Paul Wilp, photographe allemand (° 15 septembre 1932).
- 2006 : Arlette Gruss, femme de cirque française (° 17 novembre 1930).
- 2009 : Jett Travolta, fils de John Travolta et Kelly Preston acteurs et scientologues américains (° 13 avril 1992).
- 2011 :
  - Anne Francis, actrice américaine (° 16 septembre 1930).
  - Peter « Peter » Postlethwaite, acteur britannique (° 7 février 1946).
  - Richard Davis Winters, militaire américain (° 21 janvier 1918).
- 2012 : Abdelfattah Amor (عبد الفتاح عمر), juriste et universitaire tunisien (° 4 mars 1943).
- 2015 : 
  - Suzanne Lapointe, artiste québécoise (° 16 mai 1934).
  - Jean-François Obembé, sociologue, politologue, professeur, diplomate et homme politique congolais (° 2 juillet 1947).
- 2016 : 
  - Marcel Barbeau, peintre et sculpteur québécois (° 18 février 1925).
  - Michel Delpech (Jean Michel Bertrand Delpech dit), chanteur français (° 26 janvier 1946).
  - Serge Groussard, journaliste et écrivain français (° 18 janvier 1921).
- 2017 :
  - José Barbara, pilote de rallye français (° 6 juin 1944).
  - John Berger, écrivain, romancier, poète et peintre britannique (° 5 novembre 1926).
  - François Chérèque, syndicaliste français (° 1er juin 1956).
  - István Tatár, athlète de sprint hongrois (° 4 mars 1958).
  - Viktor Tsarev (Виктор Григорьевич Царёв), footballeur russe (° 2 juin 1931).
  - Jean Vuarnet, skieur alpin français (° 18 janvier 1933).
- 2020 : Élisabeth Rappeneau, réalisatrice et scénariste de cinéma et de télévision française (° 19 janvier 1940).
- 2021 : sir Brian Urquhart, diplomate britannique cofondateur de l'Organisation des Nations unies (° 28 février 1919).
- 2022 :
  - Saliu Adetunji, monarque nigérian (° 26 août 1928).
  - Juan Manuel Albendea, homme politique espagnol (° 8 juin 1937).
  - Gianni Celati, écrivain et universitaire italien (° 10 janvier 1937).
  - Jean-Guy Couture, évêque canadien (° 6 mai 1929).
  - Richard Leakey, paléoanthropologue kényan (° 19 décembre 1944).
- 2023 : Jean Desvilles, réalisateur, producteur, scénariste et peintre français (° 13 mai 1931).
- 2024 :
  - Saleh al-Arouri, militant palestinien et l'un des hauts dirigeants du Hamas (° 19 août 1966).
  - Sartaj Aziz, économiste pakistanais (° 7 février 1929).
  - Alberto Festa, footballeur portugais (° 21 juillet 1939).
  - Attila Futaki, dessinateur de bandes dessinées hongrois (° 27 novembre 1984).
  - Osvaldo Lara, athlète de sprint cubain (° 13 juillet 1955).
  - Rizal Ramli, homme politique et économiste indonésien (° 10 décembre 1954).
  - Daniel Revenu, escrimeur français (° 5 décembre 1942).
  - Carmen Valero, athlète de cross espagnole (° 4 octobre 1955).
  - Rafael Valle, basketteur portoricain (° 1er mars 1938).
  - Zvi Zamir, espion, homme politique et haut fonctionnaire israélien (° 3 mars 1925).
- 2025 :
  - Jytte Abildstrøm, actrice et chanteuse danoise (° 25 mars 1934).
  - Francesc Antich, homme politique espagnol (° 28 novembre 1958).
  - Bernie Constantin, musicien et animateur de radio suisse (° 18 juin 1947).
  - Tidiane Diakité, essayiste et historien français (° 1944).
  - Ágnes Keleti, gymnaste hongroise (° 9 janvier 1921).
  - Werner Leimgruber, footballeur suisse (° 2 septembre 1934).
  - Ralph Mann, athlète de sprint américain (° 16 juin 1949).
  - Cristóbal Ortega, footballeur mexicain (° 25 juillet 1956).
  - Noreen Riols, romancière et conférencière britannique (° 8 mai 1926).
  - Ferdi Tayfur, chanteur, auteur-compositeur-interprète, poète, musicien, producteur, acteur et écrivain turc (° 15 novembre 1945).
  - Ján Zachara, boxeur tchécoslovaque puis tchèque (° 27 août 1928).

## Célébrations

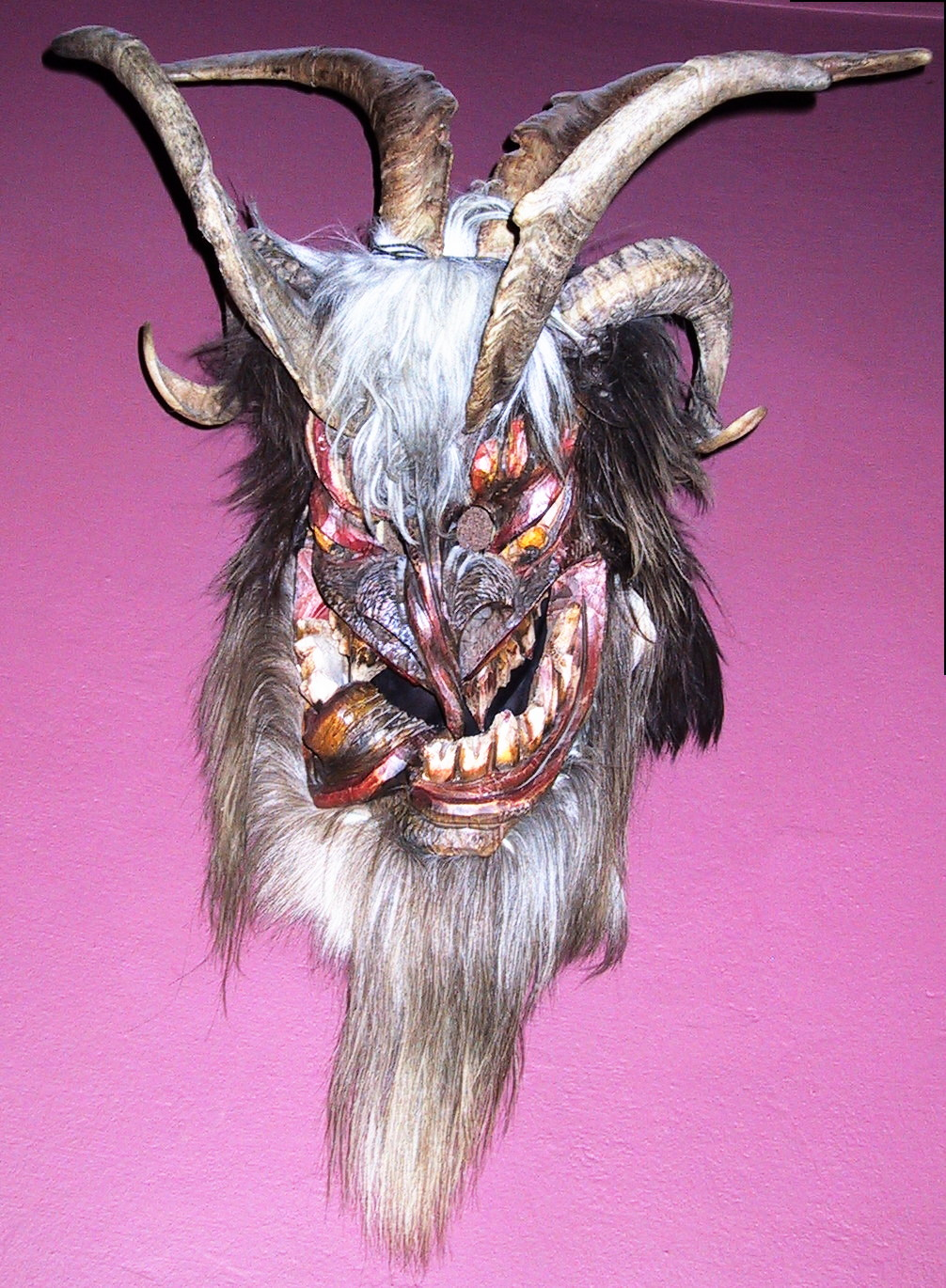
Masque pouvant représenter Berchta.

### Internationales et nationales
- Grenade (Espagne) : día de la toma de Granada / « jour de la prise de Grenade » commémorant l'achèvement de la Reconquista en 1492[12].
- Cantons en majorité alémaniques d'Argovie, de Berne, du Jura, de Neuchâtel, de Zoug (Suisse) et Liechtenstein : Berchtoldstag ou Bechtelstag, Bechtle, Bechtelistag, Berchtelistag, Bächtelistag, Bärzelistag, c'est-à-dire « jour de Bertha » ou fête folklorique de la déesse Berchta ou Perchta (masque ci-contre), inspirée d'une mythologie du paganisme germanique partiellement à l'origine de l'Épiphanie (voir aussi la Befana italienne, le père Fouettard etc.).

### Religieuses
- Christianisme : date possible au plus tôt en Belgique et en France pour l'Épiphanie, célébrée le deuxième dimanche après Noël entre 2 et 8 janvier dans ces deux pays, souvent le 6 janvier ailleurs.
- Christianisme orthodoxe : mémoire de Saint Silvestre (deux jours après "son" (?) 31 décembre, plutôt que le Saint Silvestre homonyme ci-après ?) avec lectures de Mt. 13, 1-9 (la parabole du semeur) et de Ro. 10, 1-13 (la parole dans le cœur) dans le lectionnaire de Jérusalem. L'intention de ces lectures est peut-être de montrer comment lire les textes du lectionnaire qui commence la veille 1er janvier.

### Saints des Églises chrétiennes

#### Saints catholiques et orthodoxes
Saints catholiques et orthodoxes :
- Adalard de Corbie († 826), abbé de l'abbaye de Corbie.
- Asclipe de Limoges († IXe siècle), évêque de Limoges, qui y fonda un monastère de bénédictines.
- Aspais de Melun († 573), prêtre gascon chassé par l'invasion des ariens, appelé à Melun par l'évêque de Sens.
- Basile de Césarée († 379), évêque de Césarée, père et docteur de l'Église.
- Bladulphe († 630), disciple de saint Colomban et moine au monastère de Bobbio, en Ligurie.
- Défendent († v. 297), martyr.
- Grégoire de Nazianze († 390), patriarche de Constantinople, père et docteur de l'Église.
- Isidore d'Hermopolis († IVe siècle), évêque.
- Jean le Bon († 659), évêque de Milan.
- Koupaia (Ve siècle), reine bretonne.
- Lohemel (IXe siècle), moine breton.
- Macaire († 395), marchand de fruits à Alexandrie puis ermite dans le désert.
- Mainchin le sage (VIIe siècle), évêque de Limerick en Irlande.
- Marcellin, Narcisse et Argée († 320), martyrs.
- Maxime de Vienne († 625), abbé.
- Paracode de Vienne († 235), évêque.
- Télesphore († 136), Pape (8e) de 125 à 136 et martyr - fêté le 22 février en Orient.
- Théodore de Marseille († 591), évêque.
- Vicentien de Rouffiac († 667), ermite dans le Limousin.

#### Saints et bienheureux catholiques
Saints et bienheureux catholiques :
- Ayrald († 1134), prieur de la chartreuse de Portes puis évêque de Saint-Jean-de-Maurienne.
- Guillaume Repin († 1794) bienheureux, prêtre, doyen des 99 martyrs d'Angers sous la Révolution française.
- Marie-Anne Blondin († 1890), bienheureuse religieuse canadienne, fondatrice des sœurs de Sainte-Anne.
- Stéphanie de Quinzani († 1530), bienheureuse tertiaire dominicaine italienne.
- Sylvestre (it) († 1164), abbé basilien à Troina.

#### Saint orthodoxeaux dates possiblement"juliennes"ou orientales
- Séraphin de Sarov († 1833), moine russe[14].

### Prénoms[Où?]
Bonne fête aux Basile et ses variantes :  Baraxil, Bas, Base, Basel, Basil, Basileo, Basilina, Basilino, Basilios, Basilius, Bassel, Bassiana, Bassiano, Bazek, Bazel, Vasili, Vasilia, Vasilis, Vassili, Vasso, Wasili, etc. Ils sont fêtés dès les 1er janvier dans un pays de culture chrétienne orthodoxe comme la Roumanie.
Et aussi aux :
- Adélard et ses variantes : Adalard, Allard, etc.
- Aux Berchta, Perchta, etc. ?
- Koupaia et sa variante Coupaïa.
- Aux Séraphin, Séraphine, Serafina, Serafino.
- Stéphanie et ses variantes Steffi, etc. (énumérées le 26 décembre pour les saint-Stéphane ou -Étienne).

## Traditions et superstitions

### Dictons
- « Les douze premiers jours de janvier indiquent le temps qu'il fera les douze mois de l'année ».
- « Le temps du 2 janvier présage celui de février. »[15]

### Astrologie
- Signe du zodiaque : 12e jour du Capricorne.